# Chionea carolus
Chionea carolus är en tvåvingeart som beskrevs av George W. Byers 1979. Chionea carolus ingår i släktet Chionea och familjen småharkrankar. Inga underarter finns listade i Catalogue of Life.